# برانکو ایوانکوویچ
برانکو ایوانکوویچ (به کرواتی: Branko Ivanković) (زادهٔ ۲۸ فوریه ۱۹۵۴ در واراژدین) بازیکن پیشین در پست هافبک و سرمربی کنونی فوتبال اهل کرواسی است. برانکو سرمربی تیم ملی فوتبال ایران در جام جهانی فوتبال ۲۰۰۶ بود. او تیم فوتبال امید ایران را در بازی‌های آسیایی ۲۰۰۲ قهرمان کرد و همچنین در لیگ برتر به عنوان سرمربی با باشگاه پرسپولیس به سه قهرمانی متوالی لیگ دست یافت و موفق شد با این تیم به فینال لیگ قهرمانان آسیا ۲۰۱۸ راه پیدا کند.
او اکنون سرمربی تیم ملی چین است.

## مربیگری

### تیم ملی ایران
برانکو در ۹ بهمن ۱۳۸۰ به‌عنوان سرمربی تیم ملی فوتبال ایران انتخاب شد و در جام جهانی فوتبال ۲۰۰۶ سرمربی تیم ایران نیز بود. او تیم فوتبال امید ایران را در بازی‌های آسیایی ۲۰۰۲ قهرمان کرد.
بهترین رتبه ایران در رده‌بندی فیفا، در ماه ژوئیه سال ۲۰۰۵، و در حالی که تیم ملی با هدایت برانکو در یک بازی مانده به پایان رقابت‌های انتخابی جام جهانی ۲۰۰۶ صعود خود به این مسابقات را قطعی کرده بود کسب گردید. در این رده‌بندی تیم ملی ایران با قرار گرفتن در رده پانزدهم فیفا بهترین رنکینگ تاریخ فوتبال ایران را به دست آورد. سرمربیگری تیم ملی فوتبال ایران را در آن زمان، برانکو ایوانکوویچ بر عهده داشت.

### پرسپولیس

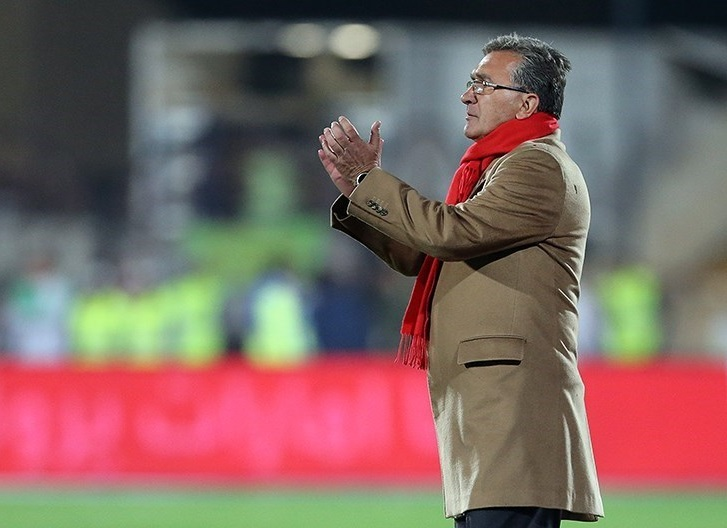
برانکو ایوانکوویچ در بازی پرسپولیس و ماشین‌سازی

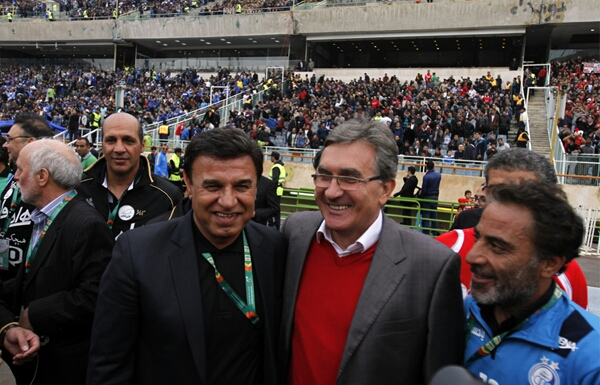
برانکو ایوانکوویچ (راست)، پرویز مظلومی (چپ)

باشگاه پرسپولیس با توجه به قول‌های حسین هدایتی جهت پرداخت مبلغ قرارداد برانکو، با او به توافق رسید و برانکو ایوانکوویچ سرمربی تیم فوتبال پرسپولیس شد.
او چهلمین سرمربی تاریخ پرسپولیس، پنجمین کروات و چهاردهمین مرد خارجی نیمکت پرسپولیس بود. او در فصل اول حضور خود با کنار گذاشتن چندین بازیکن تیم توانست علاوه بر پیروزی در شهرآورد با پرسپولیس چند پله صعود کند؛ فصل بعد برانکو و پرسپولیس ضمن به‌دست آوردن رکوردهای مختلف لیگ داخلی ایران، به دلیل تفاضل گل کمتر، نایب قهرمان لیگ برتر شدند (لیگ برتر فوتبال ایران ۹۵–۱۳۹۴)؛ در فصل ۱۳۹۵–۱۳۹۶، برانکو با پرسپولیس بااختلاف‌ترین (امتیاز در جدول) قهرمانی تاریخ لیگ برتر فوتبال ایران را به‌دست آورد و قهرمان سوپرجام فوتبال ایران (۱۳۹۶٬۱۳۹۷٬۱۳۹۸) نیز شد. در آن فصل پرسپولیس رکوردهای زیادی را جابه‌جا کرد یا شکست. همچنین برانکو برای نخستین‌بار پرسپولیس را به فینال لیگ قهرمانان آسیا برد. وهم چنین برانکو با پرسپولیس موفق به قهرمانی در جام حذفی ایران شد. در دوره کار او در ایران به او لقب «پروفسور» داده شد.
او توانست یازدهمین و دوازدهمین قهرمانی پرسپولیس در لیگ سراسری ایران را نیز به همراه این تیم به‌دست آورد و ۳ هفته زودتر به عنوان قهرمانی لیگ هفدهم وهجدهم دست یافت.

### الاهلی
پس از جدایی از پرسپولیس در ژوئن ۲۰۱۹ برانکو با قراردادی دو ساله به الاهلی عربستان پیوست اما در سپتامبر همان سال و پس از فقط پنج بازی و کسب دو برد، دو باخت و یک تساوی، به دلیل نتایج ضعیف از این تیم کنار گذاشته شد.

### تیم ملی عمان
برانکو در ژانویهٔ ۲۰۲۰ به عنوان سرمربی تیم ملی عمان انتخاب شد. او در‌ ژانویه ۲۰۲۴ پس از حذف عمان از جام ملتهای آسیا از این تیم جدا شد.

### تیم ملی چین
برانکو در فوریه ۲۰۲۴ به عنوان سرمربی تیم ملی چین انتخاب شد.

## اطلاعات کلی دوران مربیگری
| تیم             | از           | تا           | نتایج | نتایج | نتایج | نتایج | نتایج | نتایج | نتایج | نتایج |
| تیم             | از           | تا           | بازی  | ب     | ت     | ب     | برد%  | زده   | خورده | +/-   |
| --------------- | ------------ | ------------ | ----- | ----- | ----- | ----- | ----- | ----- | ----- | ----- |
| وارتکس          | ژوئیه ۱۹۹۱   | ژوئن ۱۹۹۵    | ۱۱۶   | ۴۴    | ۳۴    | ۳۸    | ۳۷٫۹۳ | ۱۵۳   | ۱۳۰   | ۲۳+   |
| رییکا           | اوت ۱۹۹۶     | مارس ۱۹۹۸    | ۳۰    | ۱۳    | ۷     | ۱۰    | ۴۳٫۳۳ | ۴۴    | ۳۲    | ۲۳+   |
| هانوفر          | ژوئیه ۱۹۹۹   | فوریه ۲۰۰۰   | ۳۴    | ۱۲    | ۸     | ۱۴    | ۳۵٫۲۹ | ۵۶    | ۵۶    | ۰     |
| ایران           | فوریه ۲۰۰۲   | سپتامبر ۲۰۰۲ | ۱۴    | ۴     | ۸     | ۲     | ۲۸٫۵۷ | ۱۶    | ۱۲    | ۴+    |
| زیر ۲۳سال ایران | سپتامبر ۲۰۰۲ | اکتبر ۲۰۰۲   | ۶     | ۴     | ۲     | ۰     | ۶۶٫۶۷ | ۱۶    | ۲     | ۱۴+   |
| ایران           | اکتبر ۲۰۰۳   | ژوئیه ۲۰۰۶   | ۴۲    | ۲۸    | ۷     | ۷     | ۶۶٫۶۷ | ۱۰۱   | ۴۰    | ۶۱+   |
| دینامو زاگرب    | نوامبر ۲۰۰۶  | ژانویه ۲۰۰۸  | ۱۱۰   | ۷۸    | ۱۴    | ۱۸    | ۷۰٫۹۱ | ۲۱۸   | ۱۱۷   | ۱۰۱+  |
| شاندونگ تایشان  | آوریل ۲۰۱۰   | ژوئیه ۲۰۱۱   | ۳۶    | ۲۱    | ۱۰    | ۵     | ۵۸٫۳۳ | ۶۷    | ۴۲    | ۲۵+   |
| الاتفاق         | ژوئیه ۲۰۱۱   | آوریل ۲۰۱۲   | ۴۲    | ۱۸    | ۱۲    | ۱۲    | ۴۲٫۸۶ | ۶۸    | ۵۲    | ۱۶+   |
| الوحده          | ژوئیه ۲۰۱۲   | آوریل ۲۰۱۳   | ۳۴    | ۱۸    | ۳     | ۱۳    | ۵۲٫۹۴ | ۶۳    | ۴۹    | ۱۴+   |
| دینامو زاگرب    | سپتامبر ۲۰۱۳ | اکتبر ۲۰۱۳   | ۵     | ۲     | ۱     | ۲     | ۴۰    | ۳     | ۷     | ۴-    |
| پرسپولیس        | آوریل ۲۰۱۵   | ژوئن ۲۰۱۹    | ۱۷۵   | ۹۸    | ۴۹    | ۲۸    | ۵۶    | ۲۴۹   | ۱۲۶   | ۱۲۳+  |
| الاهلی          | ژوئن ۲۰۱۹    | سپتامبر ۲۰۱۹ | ۵     | ۲     | ۱     | ۲     | ۴۰    | ۷     | ۸     | ۱-    |
| عمان            | ژانویه ۲۰۲۰  | ژانویه ۲۰۲۴  | ۱۱    | ۶     | ۲     | ۳     | ۵۴٫۵۵ | ۱۴    | ۱۰    | ۴+    |
| مجموع           | مجموع        | مجموع        |       | ۳۴۸   | ۱۵۱   | ۱۵۳   | ۵۳٫۶۰ | ۱٫۰۷۵ | ۶۷۹   | ۳۹۶+  |

## کارنامه مربیگری

### کمک مربی

#### تیم ملی کرواسی
- مقام سومی جام جهانی (۱): ۱۹۹۸[۱۴]

#### تیم ملی ایران
- مقام سومی قهرمانی غرب آسیا (۱): ۲۰۰۲

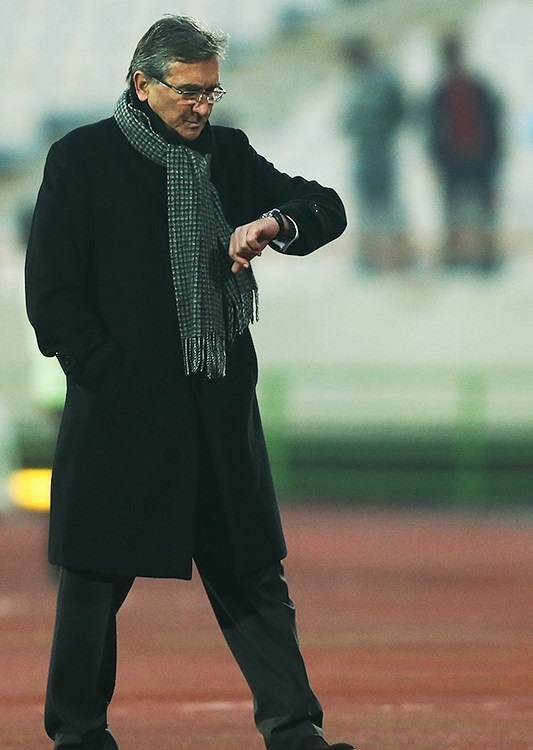
برانکو درحال هدایت پرسپولیس در ورزشگاه آزادی

### سرمربی

#### امید ایران
- قهرمانی بازی‌های آسیایی (۱): ۲۰۰۲

#### تیم ملی ایران
- قهرمانی چلنج کاپ آسیا-اقیانوسیه (۱): ۲۰۰۳
- قهرمانی مسابقات غرب آسیا (۱): ۲۰۰۴
- مقام سومی جام ملت‌های آسیا (۱): ۲۰۰۴
- صعود به جام جهانی (۱): ۲۰۰۶

#### دینامو زاگرب
- قهرمانی لیگ برتر کرواسی (۲): ۰۷–۲۰۰۶، ۰۸–۲۰۰۷
- قهرمانی جام حذفی کرواسی (۲): ۰۷–۲۰۰۶، ۰۸–۲۰۰۷
- قهرمانی سوپرجام کرواسی (۱): ۲۰۰۶

#### شاندونگ لیونگ
- قهرمانی لیگ برتر چین (۱): ۲۰۱۰

#### الاتفاق عربستان
- نایب قهرمانی جام ولی‌عهد عربستان (۱): ۱۲–۲۰۱۱

#### پرسپولیس
- قهرمانی لیگ برتر ایران (۳): ۱۷–۲۰۱۶، ۱۸–۲۰۱۷، ۱۹–۲۰۱۸، نایب قهرمانی(۱):۱۶–۲۰۱۵
- قهرمانی جام حذفی ایران (۱): ۲۰۱۹
- قهرمانی سوپرجام ایران (۳): ۲۰۱۷، ۲۰۱۸، ۲۰۱۹
- نایب قهرمان لیگ قهرمانان آسیا (۱): ۲۰۱۸
- حضور در نیمه‌نهایی لیگ قهرمانان آسیا (۲): ۲۰۱۷، ۲۰۱۸

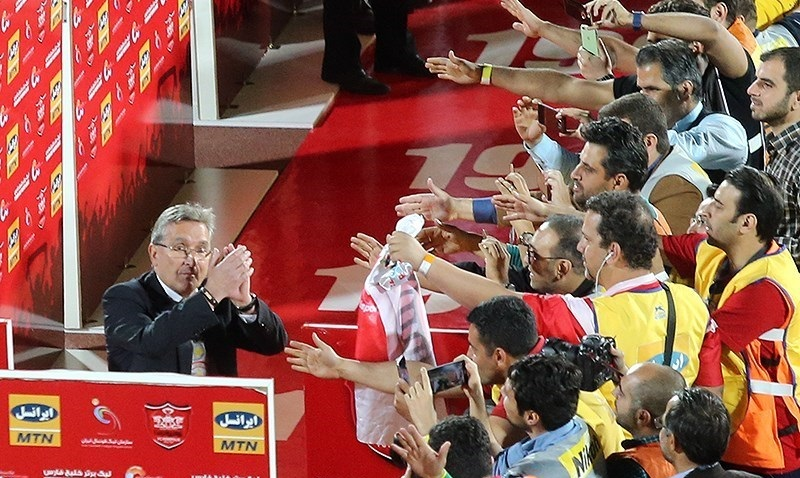
برانکو در جشن قهرمانی پرسپولیس

#### تیم ملی عمان
- نایب قهرمانی  جام کشورهای عربی خلیج فارس (۱): ۲۰۲۳
- مقام سومی  مسابقات قهرمانی کافا (۱): ۲۰۲۳

### برخی رکوردها هنگام حضور او در پرسپولیس
- رکورددار بیشترین برد و کمترین باخت
- با کیفیت‌ترین قهرمانی از نظر میانگین امتیازی در تاریخ لیگ برتر
- گلزنی‌های متوالی: ۳۵ مسابقه رسمی
- سه دوره متوالی قهرمانی درلیگ برتر (هتریک)
- بیشترین برد پیاپی در بازیهای خانگی
- کمترین گل خورده در تاریخ لیگ برتر (یا بهترین خط دفاعی تاریخ لیگ برتر)
- بسته نگه داشتن دروازه در بازیهای خانگی
- بیشترین فاصله با تیم دوم جدول
- زودهنگام‌ترین قهرمانی تاریخ لیگ برتر (مشترک با سپاهان)
- بیشترین تعداد هفته صدرنشینی در تاریخ لیگ برتر
- دو دوره حضور در نیمه‌نهایی و یک دوره حضور در فینال لیگ قهرمانان آسیا
- باثبات‌ترین سرمربی تاریخ پرسپولیس با بیش از سه فصل حضور پیاپی
- نخستین سرمربی تاریخ پرسپولیس که شهرآورد را ۴ بار برد[نیازمند منبع]
- رکورددار حفظ نتیجه در تاریخ شهرآورد
- بیشترین امتیاز و بهترین قهرمانی در طول نیم‌فصل تاریخ لیگ برتر ایران
- رکورد دروازه‌بسته (گل نخوردن تیم) در تاریخ لیگ برتر فوتبال ایران

### فردی
- بهترین مربی لیگ برتر ایران با پرسپولیس (۳): ۱۷–۲۰۱۶، ۱۸–۲۰۱۷، ۱۹–۲۰۱۸